# Monument la mormântul al ostașilor căzuți în 1944 și în memoria consătenilor căzuți în 1941-1945 (Cîrnățeni)
Monumentul la mormântul al ostașilor căzuți în 1944 și în memoria consătenilor căzuți în 1941-1945 este un monument amplasat în Cîrnățeni, raionul Căușeni, Republica Moldova. Este un monument istoric de importanță națională inclus în Registrul monumentelor Republicii Moldova ocrotite de stat cu nr. 138 (raionul Căușeni). Datează din 1959.